# Hørve
Hørve er en stationsby i den sydligste del af Odsherred med 2.357 indbyggere  (2024), beliggende 4 km nord for Svinninge, 6 km syd for Fårevejle Stationsby, 22 km vest for Holbæk og 25 km sydvest for kommunesædet Højby. Byen hører til Odsherred Kommune og ligger i Region Sjælland.
Hørve hører til Hørve Sogn. Hørve Kirke ligger i byens nordlige del, som er den gamle landsby. Kirken blev bygget som en rundkirke i 1100-tallet, men senere ændret til en "normal" landsbykirke. Mod sydvest er Hørve vokset sammen med landsbyen Vallekilde, der hører til Vallekilde Sogn. Her findes Vallekilde Højskole, Vallekilde Kirke og valgmenighedskirken Korskirken. Mod sydøst lå landsbyen Vejleby, som i dag også er vokset sammen med Hørve.
6 km nordvest for Hørve ligger Dragsholm slot.

## Faciliteter
Vallekilde-Hørve Skole er bygget i 1949 og renoveret og udbygget i flere etaper, senest med nye faglokaler i 1992-93. Skolen havde 243 elever, fordelt på 0.-9. klassetrin, inden Odsherred Kommune fik ny skolestruktur i 2013. Herefter blev Hørve en af Sydskolens 4 afdelinger og mistede overbygningen, så eleverne skal tage 7.-9. klasse på afdelingen i Fårevejle. Skolen har nu 100 elever i 0.-6. klasse og 70 i forskellige specialtilbud. Hertil kommer SFO og juniorklub.
Vallekilde-Hørve Friskole ligger tæt på grænsen til Vallekilde Sogn. Den har 180 elever, fordelt på 0.–9. klassetrin, og 28 ansatte. Der er SFO med ca. 65 børn og skovbørnehave med ca. 47 børn. Skolen drives i egnens gamle forsamlingshus Baunen fra 1906.
Vallekilde Højskole, som ligger 2 km fra Hørve, har specialiseret sig i journalistik, game design og kommunikation.
Byen har bibliotek og plejecentret Bakkegården. Der er to supermarkeder, byggemarked, frisør, restaurant samt grillbar og pizzeria. Hørve Medborgerhus er ikke et forsamlingshus til private fester, men alle kan lave åbne arrangementer i det, og kommunens familieafdeling bruger det en dag om ugen.
Hørve Idrætsforening tilbyder fodbold. En række andre sportsgrene tilbydes af Vallekilde-Hørve Gymnastikforening (VHG), stiftet 1929.
Hørve har jernbanestation på Odsherredsbanen mellem Holbæk og Nykøbing Sjælland.

## Historie
Hørve lå tæt ved vandet indtil man begyndte at tørlægge Lammefjorden i 1873. Da Vallekilde Højskole skulle opføres i 1866, kunne man sejle tømmeret til Hørve fra København.

### Stationsbyen
I 1898 beskrives Hørve og Vejleby således: "Hørve (gml. Form Hwyrf, Hworf, vistnok af et Ord, der betyder: der, hvor Landet vender), ved Landevejen, med Kirke, Skole og Forsamlingshus; Vejleby, ligeledes ved Landevejen, med Forsamlingshus (opf. 1896) og Andelsmejeri." Brunbjerg Andelsmejeris bygning fra 1928 findes stadig.
Hørve Station ½ km syd for landsbyen Hørve blev indviet i 1899. Den var jernbaneknudepunkt 1918-56, da Hørve-Værslev Jernbane eksisterede. I Værslevbanens tid opstod der en bebyggelse ved stationen med hotel og bageri, og efterhånden voksede stationsbyen sammen med kirkelandsbyen.
Værslevbanens remise er bevaret på Nørregade 26. Den er udvidet meget, fordi fiskekonservesfabrikken Lykkeberg har haft sin produktion her siden 1958. Den beskæftiger 20-30 medarbejdere, afhængigt af sæsonen.
Hørve Hotel blev opført i 1921 som afholdshotel med plads til ca. 20 gæster. Det var i 1930'erne byens anseligste bygning, og under besættelsen blev det beslaglagt af tyskerne. Det blev sat i stand, men havde dårlig økonomi, selv om det i 1962 fik spiritusbevilling. I 1970 skiftede det navn til Lammefjordskroen. Bygningen findes stadig med den karakteristiske rejsestald i nordenden og lejes nu ud som boliger.